# يوجين بليولر
بول يوجين بليولر (30 أبريل / نيسان 1857 – 15 يوليو 1939) هو طبيب نفسي واختصاصي تحسين النسل كانت أبرز إسهاماته في فهم المرض النفسي ووضع مصطلحات «الفصام», «التوحد», وما أطلق عليه سيغموند فرويد أن «بليولر بسعادة اختار مصطلح التناقض».

## السيرة الذاتية
ولد بليولرفي  تسوليكون، وهي بلدة تقع بالقرب من مدينة زيورخ في سويسرا، أبوه هو يوهان رودولف بليولر، أحد المزارعين الأثرياء، وأمه هي بولين بليولر- بليولر. درس الطب في زوريخ، وبعد تخرجه في عام 1881 كان يعمل كمساعد طبي  لـغوتليب بوركهارت في عيادة والداو النفسية في برن. ترك هذا المنصب في عام 1884 وأمضى سنة واحدة في رحلات للدراسة على يد جان مارتن شاركو في باريس، وبرنارد فون غودن في ميونيخ ثم إلى لندن. بعد ذلك عاد إلى زيورخ للعمل كطبيب متدرب  في «بورڠوزلي» وهو المستشفى النفسي بجامعة زيورخ، سويسرا.
في عام 1886 أصبح بليولر مدير لعيادة الطب النفسي في ريناو، وهو مستشفى يقع في دير قديم على جزيرة في الراين.  وقد لوحظ في ذلك الوقت لكونه متخلفا، حاول بليولر تحسين ظروف المرضى المقيمين هناك.
عاد بليولر إلى برڠوزلي في عام 1898 حيث تم تعيينه مديرا له.

## العلاقة مع فرويد
بعد اهتمامه بالتنويم المغناطيسي، وخاصة في البديل «إنتروسبكتيف»، أصبح بليولر مهتما في أعمال سيغموند فرويد. واستعرض بشكل إيجابي دراسات جوزيف بريور وسيجموند فرويد حول الهستيريا. 
مثل فرويد، يعتقد بليولر أن العمليات الذهنية المعقدة يمكن أن تتم في اللاوعي. وشجع موظفيه في بورغوزلي لدراسة الظواهر العقلية والذهانية اللاواعية. متأثرين ببليولر، قام كل من كارل يونغ وفرانز ريكلين باستخدام اختبار الكلمات المتشابهة لدمج نظرية القمع الخاصة بفرويد مع النتائج النفسية التجريبية. كما تظهر سلسلة من الرسائل (نشرت باللغة الإنجليزية في عام 2003)، أجرى بليولر تحليلا ذاتيا مع فرويد، ابتداء من عام 1905.
وجد بليولر أن حركة فرويد أكثر شمولية فاستقال من الرابطة الدولية للتحليل النفسي في عام 1911، وكتب لفرويد أن "هذا كل شيء أو لا شيء" في رأيي أنه ضرورية للمجتمعات الدينية ومفيدة للأحزاب السياسية... ولكن بالنسبة للعلم فأنا أعتبرها ضارة". بليولر بقي مهتما بأعمال فرويد، مستشهدا به على سبيل المثال، في كتابه الطب النفسي (1916). كما أيد ترشيح فرويد لجائزة نوبل في أواخر العشرينات.

## الخرف المُبكِّر أو مجموعة من الفُصامات
قدم بليولر مصطلح «الفصام» إلى العالم في محاضرة في برلين في 24 أبريل 1908.
ومع ذلك، ربما في وقت مبكر من عام 1907 كان هو وزملاؤه يستخدمون هذا المصطلح في زيوريخ ليحل محل مصطح «الخرف المُبكِّر- Dementia Praecox» لصاحبه إميل كريبيلين. دم مصطلح «الفصام» في العالم في محاضرة في برلين في 24 نيسان / أبريل 1908.  
قام بتنقيح وتوسيع مفهوم الفصام في دراسته الأساسية عام 1911، الخرف المُبكِّر، بالألمانية «أودر غروب دير ششيزوفرينين» (الخرف المُبكِّر، أو مجموعة من الفُصامات)، التي لم تترجم إلى اللغة الإنجليزية حتى عام 1950 بواسطة جوزيف زينكين.

مثل كريبلين، قال بليولر أن الخرف المُبكِّر أو «الفصام»، هو في الأساس عملية لمرض بدني يتميز بفترات من التفاقم والهدوء. لم يكن هناك "شفاء" كامل على الإطلاق من مرض الفصام - بل كان هناك دائما نوع من الضعف المعرفي الدائم أو الخلل السلوكي الواضح. على عكس كرايبلين، كان يعتقد أن التكهن العام والتنبؤ المستقبلي لمرضى الفصام  لم يكن قاتما بشكل موحد، وأن "الخرف" كان عرضا ثانويا لم يحدث مباشرة بسبب العملية البيولوجية الكامنة ("ثلاثة أعراض أخرى أساسية" هي العجز في العلاقات، والفعالية والتناقض)، وأن المرض البيولوجي كان أكثر انتشارا في المجتمع بسبب أشكاله "البسيطة" و"الكامنة" خصوصاً. .كتب بليولر في عام 1911: "عندما تتهيج عملية حدوث المرض، من الصحيح، في رأيي، أن أتحدث عن مدى تدهور الهجمات، بدلا من تكرارها". وبطبيعة الحال فإن مصطلح تكرار الهجمات هو أكثر راحة للمريض وأقاربه من مفهوم التدهور التدريجي للهجمات ". (انظر نول، الجنون الأمريكي، صفحات 236-242). وقد دعا بليولر إلى تطهير النسل للأشخاص المشخصين بمرض الفصام والذين يبدو أنهم معرضون للإصابة به. وأعرب عن اعتقاده بأن التدهور العرقي ناجم عن انتشار الشلل العقلي والجسدي في كتابه الطب النفسي:
لقد آمن بأن الخصائص المركزية للمرض هي نتاج عملية تقسيم بين الوظائف العاطفية والفكرية للشخصية. وأعرب عن تفضيله للخروج المبكر من المستشفى إلى بيئة مجتمعية لتجنب إضفاء الطابع المؤسسي عليها.

## المزيد من المساهمات
كما استكشف بليولر مفهوم البلاهة الأخلاقية،  والعلاقة بين الاضظراب العصابي وإدمان الكحول. وتابع خطوات فرويد في النظر إلى الجنس باعتبار أن تأثيره قوي على القلق، وله أفكار في أصول الشعور بالذنب، ودرس عملية ما أسماه التحول (التحول العاطفي من الحب إلى الكراهية، على سبيل المثال).
بليولر كان معروفا بملاحظته السريرية الدقيقة وسماحه للأعراض أن تتحدث عن نفسها، فضلا عن كتاباته التفسيرية الحاذقة لها.

## روابط خارجية
- يوجين بليولر على موقع الموسوعة البريطانية (الإنجليزية)
- يوجين بليولر على موقع إن إن دي بي (الإنجليزية)